# Calvatomina
Genre
Calvatomina est un genre de collemboles de la famille des Dicyrtomidae.

## Liste des espèces
Selon Checklist of the Collembola of the World (version du 15 août 2019) :
- Calvatomina alacris Yosii, 1969
- Calvatomina andrewarthai (Womersley, 1932)
- Calvatomina bellingeri Snider, 1990
- Calvatomina bombayensis Yosii, 1966
- Calvatomina bougainvilleae (Yosii, 1960)
- Calvatomina brevifibra Snider, RJ, 1990
- Calvatomina calva (Denis, 1948)
- Calvatomina christianseni (Delamare Deboutteville & Massoud, 1964)
- Calvatomina cruciata (Yosii, 1966)
- Calvatomina discolor (Schött, 1902)
- Calvatomina formosana (Yosii, 1965)
- Calvatomina guyanensis Nayrolles & Betsch, 1996
- Calvatomina lawrencei Yosii, 1969
- Calvatomina longidigita Snider, 1990
- Calvatomina madestris Snider, 1990
- Calvatomina microdentata Snider, 1990
- Calvatomina modesta (Yosii, 1969)
- Calvatomina monodi (Delamare Deboutteville & Massoud, 1964)
- Calvatomina nymphascopula Soto-Adames, 1988
- Calvatomina oryzae (Murphy, 1960)
- Calvatomina pagoda Yosii, 1966
- Calvatomina pallida Yosii, 1966
- Calvatomina pseudorufescens (Hüther, 1965)
- Calvatomina rossi (Wray, 1952)
- Calvatomina rufescens (Reuter, 1890)
- Calvatomina scutellina Nguyen, 2001
- Calvatomina solomonensis Yosii, 1969
- Calvatomina strigata Bretfeld, 2005
- Calvatomina superba (Salmon, 1943)
- Calvatomina syvestratilis Christiansen & Bellinger, 1994
- Calvatomina tesselata Snider, 1990
- Calvatomina trivandrana Prabhoo, 1971
- Calvatomina trukana (Uchida, 1944)
- Calvatomina tuberculata Nguyen, 2001
- Calvatomina verrucosa (Handschin, 1930)
- Calvatomina virgata (Schött, 1927)
- Calvatomina yaeyamensis (Yosii, 1965)

## Publication originale
- Yosii, 1966 : On some Collembola of Afghanistan, India and Ceylon, collected by the KUPHE-Expedition, 1960. Results of the Kyoto University Scientific Expedition to the Karakoram and Hindukush, vol. 8, p. 333-405.